# Winter's Bone
Winter's Bone (bra: Inverno da Alma; prt: Despojos de Inverno) é um filme estadunidense sobre amadurecimento escrito e dirigido por Debra Granik. É estrelado por Jennifer Lawrence no papel de uma adolescente pobre, Ree Dolly, na zona rural de Ozarks de Missouri que, para proteger sua família do despejo, deve localizar seu pai desaparecido. Foi indicado a quatro estatuetas na edição do Oscar 2011.

## Enredo
Aos dezessete anos de idade, Ree Dolly (Jennifer Lawrence) cuida de sua mãe mentalmente doente, seu irmão de doze anos de idade Sonny (Isaiah Stone) e Ashlee Ashlee (Ashlee Thompson), de seis anos. Todos os dias, Ree se certifica de que seus irmãos comem, enquanto lhes ensina habilidades básicas de sobrevivência, como caçar e cozinhar. A família é destituída. O pai de Ree, Jessup, não está em casa há muito tempo; Seu paradeiro é desconhecido. Ele está sob fiança após uma prisão por "manufatura ".
O xerife Baskin (Garret Dillahunt) diz a Ree que se seu pai não comparecerá na data da corte, eles perderão a casa porque ela foi colocada como uma das proprietárias na escritura. Ree procura encontrar seu pai, seguindo sua trilha para o mundo onde o uso de metanfetamina é comum, a violência é frequente, e as pessoas estão vinculadas por códigos de lealdade e sigilo. Ela começa com seu tio viciado em metanfetamina Teardrop (John Hawkes) e continua indo a parentes mais distantes, eventualmente tentando falar com o chefe do crime local, Thump Milton (Ronnie Hall). Milton se recusa a vê-la; A única informação com a qual Ree surge são avisos para deixar a situação sozinha e histórias de que Jessup morreu em um laboratório de metanfetamina ou saltou para evitar o julgamento.
Quando Jessup não aparece para o julgamento, o fiador (Tate Taylor) vem procurá-lo e diz a Ree que ela terá cerca de uma semana antes da casa, e as terras serem apreendidas. Ree diz a ele que Jessup deve estar morta, porque "Dollys não corre." Ele diz a ela que vai precisar provar que seu pai está morto para evitar que o vínculo seja perdido.
Ree tenta ir ver Milton novamente e é severamente espancada pelas mulheres de sua família. Teardrop aparece e resgata Ree, prometendo a seus atacantes que ela não vai dizer nada ou causar mais problemas. Teardrop diz a Ree que seu pai foi morto porque ele estava indo para informar sobre outros traficantes, mas ele não sabe quem o matou. Ele a adverte que se ela descobrir quem fez, ela não deve dizer a ele porque ele mataria aquela pessoa.
Algumas noites mais tarde, as mesmas três mulheres de Milton que bateram Ree vêm a sua casa. Eles oferecem para levá-la para "o ossos do [seu] papai." As mulheres colocam um saco em sua cabeça e levam-na para um lago, onde entram num barco a remo e se dirigem para a área rasa onde o corpo submerso de seu pai está. Dizem a Ree para alcançar dentro a água congelando e agarram as mãos de seu pai assim que podem os cortar fora com uma serra de cadeia; Os braços cortados e em decadência servirão como prova de morte para as autoridades. Ree leva as mãos ao xerife, dizendo-lhe que alguém as atirou para a varanda de sua casa.
O fiador volta para casa e dá a Ree a parte em dinheiro do título, que foi colocada por um associado anônimo de Jessup. Ree tenta dar o banjo de Jessup para Teardrop, mas ele diz a ela para mantê-lo na casa para ele. Quando ele está saindo, ele diz que agora sabe quem matou seu pai. Ree tranquiliza Sonny e Ashlee que ela nunca vai deixá-los, independentemente do dinheiro que ela acabou de receber.[carece de fontes?]

## Elenco
- Jennifer Lawrence...Ree Dolly
- Isaiah Stone...Sonny
- Ashlee Thompson...Ashlee
- Valerie Richards...Connie
- Shelley Waggener...Sonya
- Garret Dillahunt...Xerife Baskin
- William White...Blond Milton
- Ramona Blair...Professor da maternidade
- Lauren Sweetser...Gail
- Andrew Burnley...Baby Ned
- Phillip Burnley...Baby Ned
- Isaac Skidmore	...Baby Ned
- Cody Brown... 	Floyd
- Cinnamon Schultz...Victoria
- John Hawkes...Teardrop

## Recepção
No agregador de críticas Rotten Tomatoes, que categoriza as opiniões apenas como positivas ou negativas, o filme tem um índice de aprovação de 84% calculado com base em 175 comentários dos críticos que é seguido do consenso: "Desolado, assustador, mas ainda de alguma forma esperançoso, Winter's Bone é o melhor trabalho da roteirista e diretora Debra Granik - e possui uma incrível atuação de Jennifer Lawrence." O filme também tem um pontuação de 90 em 100 no Metacritic com base em avaliações de 38 críticos indicando "aclamação universal".
Roger Ebert deu ao filme 4 de 4 estrelas, elogiando a "esperança e coragem" de aço de Lawrence, que permanece otimista apesar de suas tribulações, e chamando a atenção para a direção de Granik que evita fazer julgamentos morais sobre os personagens ou cair em estereótipos. O crítico Peter Travers achou o filme "inesquecível", escrevendo na Rolling Stone, "Granik lida com este material volátil e quase horrível com ferocidade e sentimento inabaláveis ... Em Lawrence, Granik encontrou a jovem atriz certa para habitar Ree. Sua atuação é mais do que atuar, é uma tempestade se formando."

## Principais prêmios e indicações
Oscar 2011
| Categoria               | Recipiente                  | Resultado |
| ----------------------- | --------------------------- | --------- |
| Melhor Filme            | Winter's Bone               | Indicado  |
| Melhor Atriz            | Jennifer Lawrence           | Indicado  |
| Melhor Ator Coadjuvante | John Hawkes                 | Indicado  |
| Melhor Roteiro Adaptado | Debra Granik Anne Rosellini | Indicado  |

Festival Internacional de Berlim 2010
| Categoria                         | Recipiente   | Resultado |
| --------------------------------- | ------------ | --------- |
| C.I.C.A.E. Award (forum)          | Debra Granik | Venceu    |
| Reader Jury of the "Tagesspiegel" | Debra Granik | Venceu    |

Globo de Ouro 2011
| Categoria                       | Recipiente        | Resultado |
| ------------------------------- | ----------------- | --------- |
| Melhor atriz em filme dramático | Jennifer Lawrence | Indicado  |